# 백자 철화포도문 항아리
백자 철화포도문 항아리(白磁 鐵畵葡文 壺)는 산화철로 포도 무늬를 그려 넣은, 조선 백자 항아리이다. 1962년 12월 20일 대한민국의 국보 제107호로 지정되었으며, 이화여자대학교 박물관에서 소장하고 있다.

## 개요
백자의 제작에서 산화 철을 사용하여 무늬를 넣는 철화문 기법은 고려시대부터 제작되던 분청사기의 철화문 기법을 이어받은 것이다. 철화문 백자에 그려진 식물로는 매화, 난, 국화, 대나무, 초화문, 포도 등이 있다. 철화문 백자는 백토로 빚어 초벌구이한 도자기 위에 산화철 가루인 철사로 그림을 그리고 투명한 유약인 백자유를 뿌린 후 구워 만든다. 철화백자는 조선시대 전 기간에 걸쳐 만들어졌지만, 17세기에 크게 유행했는데 임진왜란 이후 값비싼 청화 안료 대신 쉽게 구할 수 있는 철사를 널리 사용했기 때문이다. 조선은 질 좋은 백자를 안정적으로 공급받기 위해 관요를 설치하여 운영하였는데, 1467년경 경기도 광주시에 설치된 사옹원(司甕院) 분원은 그 중에서도 최상의 백자를 생산한 것으로 유명하다.
이화여자대학교 박물관이 소장하고 있는 백자 철화포도문 항아리는 18세기무렵 제작되어 일본과 한국을 오고 가는 우여곡절 끝에 1965년 이화여자대학교에 소장되었으며, 그 후로 지금까지 한국의 조형미를 대표하는 도자기로 뽑힌다. 이 백자는 일제강점기 시절 조선철도주식회사 전무였던 시미즈 고지(淸水幸次)라는 고미술품 수집가가 소장하였으나 해방 이후 고지가 일본으로 돌아가면서 한국인 김 아무개에게 맡겼던 것이 암거래 되었다. 1946년 김 아무개는 권명근에게 2만 5천원에 이 백자를 팔았고, 권명근은 당시 수도경찰청장 이었던 장택상에게 넘겼는데, 장택상은 장물이라는 점을 들어 권명근을 겁박하고 5만원을 주며 자신의 소유로 삼았다. 이 과정에서 권명근은 경찰에 끌려가 폭행을 당했다고 한다. 장택상은 소유권이 김 아무개에게 있는 것으로 문서를 조작하여 백자를 자기 것으로 삼았다. 장택상은 1960년 정치자금 마련을 목적으로 백자를 미술품 시장에 내 놓았다. 김활란이 이를 1만 5천환에 사들여 1965년 이화여자대학교 박물관에 기증하였다.
높이는 53.8 cm로 매우 큰 편이고, 포도문은 입구 바로 아래에서 몸체의 상반에만 그려 넣어 여백의 미를 살렸다. 철사의 농담을 조절해 잎과 가지, 포도송이를 능란한 필치로 살려낸 솜씨가 탁월하다. 포도그림은 예로부터 장수와 풍요를 상징하는 문양으로 널리 사랑받아 왔다. 특히 17-18세기에 조업했던 경기도 광주의 관요 가마터에서 철화로 포도문을 그린 백자파편들이 수습되는데, 온전한 모양을 갖춘 것으로는 이 항아리가 거의 유일하게 알려져 있다. 이와 유사한 크기와 형태의 항아리에 윤룡문이 그려진 용준(龍樽)이 왕실 의례용으로 사용된 바가 있어 큰 연회에 사용되었을 것으로 보인다. 이런 항아리는 장호(長壺)라고 하는데 궁중 연회에서 술항아리로 쓰였다. 백자 철화포도문 항아리 이외에 또 다른 철화문 백자로는 대한민국 국보 93호인 백자 철화포도원숭이문 항아리가 있다.

## 특징
18세기 영조 때 금사리 가마에서 빚어낸 백자 철화포도문 항아리는 조선후기 왕실관요의 결정체로 달항아리와 같이 윗부분과 아랫부분을 따로 만든후 이어 붙여 구운것이다. 몸 전체에 유약을 고르게 발라 이어진 부분이 도드라지지 않게 하였다. 기형(器形)은 목이 짧고 어깨가 당당하게 벌어져 아래로 갈수록 좁아진다. 몸체 중간에 부분적으로 보이는 가로줄은 대형의 항아리를 만들기 위해 위와 아래를 따로 만들어 접합했던 흔적으로 굽는 과정에서 틈이 벌어져 생긴 것이다. 항아리의 일부분에 유약이 벗겨져 태토가 드러난 것을 제외하면 전체적으로 유약이 고르게 입혀졌고 몸체도 정제가 잘 된 고운 백토로 만들어져 매끄럽다.
항아리의 기면 전체에 검은 빛깔의 철사(鐵砂) 안료로 묵(墨)의 농담(濃淡)을 주면서 그려진 이파리와 포도넝쿨은 사실적으로 표현되어 한 폭의 묵포도도(墨葡萄圖)를 연상케 한다. 이러한 포도그림은 당시의 화원화가들이 그린 것으로 예상되며, 그림의 전체적인 구도와 세부표현 등에서는 심정주(沈廷胄, 1678-1750)나 권경(權儆, 생몰미상), 혹은 이인문(李寅文, 1745-1821)같은 18세기의 화가들의 포도화풍에 비견되기도 한다. 이 항아리의 저기적인과 회화적이고 문기 넘치는 문양 표현은 여타의 포도문을 뛰어넘는 회화성을 보여주는 18세기 조선 백자 항아리 중에서도 뛰어난 제작 솜씨를 보여주는 수작(秀作)이다. 당대 일류의 화공이 그린 것은 분명하나 누가 그렸는지 짐작되는 사람은 없다.

## 참고 자료
- 백자 철화포도문 항아리 - 국가유산청 국가유산포털
- 백자 철화 포도무늬 항아리[깨진 링크(과거 내용 찾기)] - 이화여자대학교박물관
- 백자 철화 포도무늬 항아리[깨진 링크(과거 내용 찾기)] - 이화여자대학교박물관

 본 문서에는 서울특별시에서 지식공유 프로젝트를 통해 퍼블릭 도메인으로 공개한 저작물을 기초로 작성된 내용이 포함되어 있습니다.